# Scheuring
Scheuring är en kommun och ort i Landkreis Landsberg am Lech i Regierungsbezirk Oberbayern i förbundslandet Bayern i Tyskland.
Kommunen ingår i kommunalförbundet Prittriching tillsammans med kommunen Prittriching.